# Philautus namdaphaensis
Philautus namdaphaensis es una especie de ranas que habita en India y, posiblemente, también en Birmania.
Esta especie se encuentra amenazada de extinción debido a la destrucción de su hábitat natural.